# Presidente del Consejo de Ministros de la Unión Soviética
Véase también Presidencia del Consejo (desambiguación).
El cargo de presidente del Consejo de Ministros de la URSS (del ruso: Председатель Совета Министров СССР) (Priedsedatel Sovieta Ministrov SSSR) era sinónimo de jefe de Gobierno de la Unión de Repúblicas Socialistas Soviéticas (URSS). Doce personas ocuparon este cargo. Dos de los doce primeros ministros murieron en el cargo por causas naturales (Vladímir Lenin y Iósif Stalin), tres renunciaron (Alekséi Kosyguin, Nikolái Tíjonov y Iván Siláyev), y tres mantuvieron simultáneamente los cargos de líder del partido y presidente del Consejo de Ministros (Lenin, Stalin y Nikita Jrushchov). El primero en ocupar este cargo fue Lenin nombrado en 1917 presidente del Consejo de Comisarios del Pueblo (Sovnarkom) de la RSFSR. Tras del Tratado de Creación de la URSS de 1922, el gobierno pasó a llamarse Sovnarkom de la Unión Soviética. En 1946 la denominación del gobierno volvió a cambiar transformándose en Consejo de Ministros (Sovmin) de la Unión Soviética. Iván Siláyev fue quien pasó el menor tiempo en el cargo durante 126 días en 1991. Con más de catorce años, Kosyguin fue quien pasó más tiempo en el cargo y se convirtió en el único presidente del Consejo de Ministros al mando de más de dos gabinetes de Gobierno; murió poco después de su dimisión en 1980.

## Historia
El Consejo de Comisarios del Pueblo (Sovnarkom) se estableció el 6 de julio de 1923 como el Gobierno de la recién fundada Unión Soviética, y este estaba dirigido por el Presidente del Consejo de Comisarios del Pueblo. El artículo 38 de la Constitución soviética de 1924 declaró que los poderes, funciones y deberes del Consejo fueron dados a este por el Comité Ejecutivo Central (CEC) que supervisó el trabajo y actos legislativos del Consejo. El Consejo de Comisarios del Pueblo publicó decretos y resoluciones que fueron obligatorias en toda la Unión Soviética. En 1946, el Consejo de Comisarios del Pueblo se transformó en el Consejo de Ministros (Sovmin), tanto en toda la unión como a nivel de las repúblicas.
En 1964, después de la remoción de Nikita Jrushchov, un plenario del Comité Central (CC) prohibió a cualquier individuo de ocupar los dos cargos más poderosos del país (el cargo de Secretario General y de Presidente del Consejo de Ministros), y Kosyguin quedó a cargo de la administración económica en su papel como Presidente del Consejo de Ministros. Sin embargo la posición de Kosyguin fue debilitada cuando propuso una reforma económica en 1965. Bajo la Constitución soviética de 1977, el presidente del Consejo de Ministros fue el jefe de Gobierno de la Unión Soviética. El Presidente del Consejo de Ministros era jefe de la rama ejecutiva y jefe de Gobierno de la Unión en su conjunto, este cargo gubernamental era el más alto en la Unión Soviética por influencia y reconocimiento hasta el establecimiento de la Presidencia en 1990. El Presidente del Consejo de Ministros era responsable ante el Sóviet Supremo y en el período entre sesiones del Sóviet Supremo, y responsable ante el Presídium del Sóviet Supremo. El Presidente del Consejo de Ministros se encargó de resolver todas las tareas administrativas del Estado dentro de la jurisdicción de la Unión Soviética hasta el grado en que no se entrometiera en la competencia del Sóviet Supremo o del Presidium. El Presidente del Consejo de Ministros administraba la economía nacional, formulaba los planes quinquenales y garantizaba el desarrollo sociocultural.
Cuando Nikolái Ryzhkov fue sustituido como Presidente del Consejo de Ministros por Valentín Pávlov, el Consejo de Ministros fue disuelto y reemplazado por el Gabinete de Ministros, mientras que la Presidencia fue reemplazada por el cargo de Primer Ministro de la Unión Soviética. Tras el fallido golpe de agosto de 1991 y la revelación de que la mayoría de los miembros del gabinete apoyaron al golpe de Estado, el Gabinete de Ministros fue disuelto y reemplazado por el Comité de Gestión Operativa de la Economía Soviética en 1991. El Comité de Gestión Operativa fue renombrado como Comité Económico Inter-Republicano, y más tarde fue reemplazado por el Comité Económico Interestatal (CEI), el CEI fue también conocido oficialmente como la Comunidad Económica.

## Potestades
El jefe de Gobierno soviético tenía facultades muy amplias, entre los que cabe destacar los siguientes, regulados por la ley “Sobre el Consejo de Ministros de la URSS” del 5 de julio de 1978:
- Gestionar las actividades del gobierno de la Unión Soviética;
- Designar a los candidatos a ministros para su aprobación por el Sóviet Supremo;
- Presentar solicitudes de nombramiento y destitución de funcionarios del gobierno al Sóviet Supremo;
- Tomar decisiones en casos urgentes sobre determinadas cuestiones de la administración pública;

## Lista de Presidentes del Consejo de Ministros
| N.º                                                                                             | Nombre (nacimiento-muerte)                                | Nombre (nacimiento-muerte)                                | Partido político                                          | Partido político                                          | Tenencia                                                  | Electorado                                                | Gabinetes                                                 | Notas |
| Presidente del Consejo de Comisarios del Pueblo (1922-46)                                       | Presidente del Consejo de Comisarios del Pueblo (1922-46) | Presidente del Consejo de Comisarios del Pueblo (1922-46) | Presidente del Consejo de Comisarios del Pueblo (1922-46) | Presidente del Consejo de Comisarios del Pueblo (1922-46) | Presidente del Consejo de Comisarios del Pueblo (1922-46) | Presidente del Consejo de Comisarios del Pueblo (1922-46) | Presidente del Consejo de Comisarios del Pueblo (1922-46) | Presidente del Consejo de Comisarios del Pueblo (1922-46) |
| ----------------------------------------------------------------------------------------------- | --------------------------------------------------------- | --------------------------------------------------------- | --------------------------------------------------------- | --------------------------------------------------------- | --------------------------------------------------------- | --------------------------------------------------------- | --------------------------------------------------------- | --- |
| 1                                                                                               |                                                           | Vladímir Lenin (1870-1924)                                |                                                           | Partido Comunista                                         | 30 de diciembre de 1922-21 de enero de 1924               | —                                                         | Lenin I-II                                                | Dirigió al Partido Obrero Socialdemócrata de Rusia (POSDR) durante la Revolución de Octubre de 1917, creó con éxito el primer Estado socialista del mundo, la República Socialista Federativa Soviética de Rusia (RSFSR), y estableció la Unión Soviética en 1922. |
| 2                                                                                               |                                                           | Alekséi Rýkov (1881-1938)                                 |                                                           | Partido Comunista                                         | 2 de febrero de 1924-19 de diciembre de 1930              | 1929                                                      | Rýkov I-II-III-IV                                         | Un miembro de la facción moderada dentro del Partido Bolchevique. Se vio obligado, junto con otros moderados, a "admitir sus errores" frente al partido y en 1930, Rýkov perdió su cargo de primer ministro debido a ellos. |
| 3                                                                                               |                                                           | Viacheslav Mólotov (1890-1986)                            |                                                           | Partido Comunista                                         | 19 de diciembre de 1930-6 de mayo de 1941                 | 1937                                                      | Mólotov I-II-III-IV                                       | Supervisó la colectivización de la agricultura de Stalin, la implementación del Primer Plan Quinquenal, la industrialización de la Unión Soviética y la Gran Purga de 1937. A pesar del gran costo humano, la Unión Soviética bajo Mólotov como primer ministro, hizo grandes avances en la adopción y la aplicación generalizada de tecnología industrial y agraria.                                  |
| 4                                                                                               |                                                           | Iósif Stalin (1878-1953)                                  |                                                           | Partido Comunista                                         | 6 de mayo de 1941-15 de marzo de 1946                     | 1946                                                      | Stalin I                                                  | Dirigió al país durante la Gran Guerra Patria (Segunda Guerra Mundial) y comenzó el periodo de reconstrucción del país. Renombró el cargo de Comisarios del Pueblo a Consejo de Ministros. |
| Presidente del Consejo de Ministros (1946-1991)                                                 |                                                           |                                                           |                                                           |                                                           |                                                           |                                                           |                                                           | |
| 4                                                                                               |                                                           | Iósif Stalin (1878-1953)                                  |                                                           | Partido Comunista                                         | 15 de marzo de 1946-5 de marzo de 1953                    | 1950                                                      | Stalin II-III                                             | Después de la guerra, Stalin instaló gobiernos comunistas en la mayoría de los países de Europa Oriental, formando el Bloque del Este, detrás de lo que fue conocido como la "cortina de hierro" del Gobierno soviético durante el largo período de antagonismo entre Occidente y la Unión Soviética, conocido como la Guerra Fría.                                                                    |
| 5                                                                                               |                                                           | Gueorgui Malenkov (1902-1988)                             |                                                           | Partido Comunista                                         | 6 de marzo de 1953-8 de febrero de 1955                   | 1954                                                      | Malenkov I-II                                             | Ocupó el cargo después de la muerte de Stalin, pero perdió en la siguiente lucha por el poder contra Nikita Jrushchov. Continuó ocupando el cargo de presidente del Consejo de Ministros hasta que Jrushchov inició el proceso de desestalinización. Fue reemplazado bajo órdenes de Jrushchov por Nikolái Bulganin.                                                                                   |
| 6                                                                                               |                                                           | Nikolái Bulganin (1895-1975)                              |                                                           | Partido Comunista                                         | 8 de febrero de 1955-27 de marzo de 1958                  | 1958                                                      | Bulganin I                                                | Supervisó el período de desestalinización. Mientras que en un principio fue un fuerte partidario de Jrushchov, comenzó a dudar de algunas de sus políticas más radicales y lo acusaron de ser miembro del Grupo Antipartido, finalmente fue reemplazado por el propio Jrushchov |
| 7                                                                                               |                                                           | Nikita Jrushchov (1894-1971)                              |                                                           | Partido Comunista                                         | 27 de marzo de 1958-14 de octubre de 1964                 | 1962                                                      | Jrushchov I-II                                            | Dirigió al país durante la Crisis de los misiles en Cuba. Supervisó un montón de reformas e innovaciones políticas, tales como la reforma monetaria de 1961. Su comportamiento cada vez más errático lo llevó a su destitución como presidente del Consejo de Ministros y primer secretario del Partido Comunista por la nomenklatura.                                                                 |
| 8                                                                                               |                                                           | Alekséi Kosyguin (1904-1980)                              |                                                           | Partido Comunista                                         | 15 de octubre de 1964-23 de octubre de 1980               | 1966, 1970, 1974, 1979                                    | Kosyguin I-II-III-IV-V                                    | Fue uno de los tres principales miembros del liderazgo colectivo con Leonid Brézhnev y Nikolái Podgorni. Gobernó durante el período conocido como la Era de estancamiento. Kosyguin inició tres reformas económicas a gran escala bajo su liderazgo; la de 1965, la de 1974 y la de 1979. Se retiró de su cargo en octubre de 1980 y murió dos meses después.                                          |
| 9                                                                                               |                                                           | Nikolái Tíjonov (1905-1997)                               |                                                           | Partido Comunista                                         | 23 de octubre de 1980-27 de septiembre de 1985            | 1984                                                      | Tíjonov I-II                                              | Después de la salida de Kosyguin, Tíjonov se convirtió en el nuevo primer ministro; ocupó el cargo durante los últimos años del gobierno de Brézhnev, en el de Yuri Andrópov, Konstantín Chernenko y durante el comienzo del mandato de Mijaíl Gorbachov. Entre los últimos días de Andrópov y el ascenso del Chernenko al poder, Tíjonov fue el 'líder de facto de la Unión Soviética'.               |
| 10                                                                                              |                                                           | Nikolái Ryzhkov (1929-2024)                               |                                                           | Partido Comunista                                         | 27 de septiembre de 1985-14 de enero de 1991              | 1989                                                      | Ryzhkov I-II                                              | Ryzhkov apoyó el intento de Gorbachov de revivir y reestructurar la economía soviética mediante la descentralización de la planificación y la introducción de nueva tecnología. Sin embargo, se resistió a los últimos intentos de Gorbachov de introducir mecanismos de mercado en la economía soviética. Fue forzado a dimitir cuando se disolvió su cargo como presidente del Consejo de Ministros. |
| Primer ministro del Gabinete de Ministros (1946-1991)                                           |                                                           |                                                           |                                                           |                                                           |                                                           |                                                           |                                                           | |
| 11                                                                                              |                                                           | Valentín Pávlov (1937-2003)                               |                                                           | Partido Comunista                                         | 14 de enero de 1991-22 de agosto de 1991                  | —                                                         | Pávlov I                                                  | Pávlov fue elegido para el nuevo cargo de primer ministro como un candidato de compromiso. Llevó a cabo una reforma monetaria en 1991 altamente infructuosa que fracasó y lo llevó a formar parte del Comité Estatal para el Estado de Emergencia. El Comité Estatal intentó deponer a Gorbachov el 19 de agosto. Con la caída del golpe de Estado, Pávlov fue detenido el 29 de agosto.               |
| Presidente del Comité Económico Interestatal - Primer ministro de la Comunidad Económica (1991) |                                                           |                                                           |                                                           |                                                           |                                                           |                                                           |                                                           | |
| 12                                                                                              |                                                           | Iván Siláyev (1930-2023)                                  |                                                           | Partido Comunista                                         | 6 de septiembre de 1991-26 de diciembre de 1991           | —                                                         | Siláyev I                                                 | Tras el intento de golpe de agosto de 1991, el Gobierno soviético perdió mucho de su poder sobre las repúblicas. Siláyev, junto con Gorbachov, fueron incapaces de mantener al Estado soviético unido, lo que finalmente llevó a su desaparición. |